# Vitali Stähle
Vitali Stähle (* 3. April 1982 in Krasnoturjinsk, Russische SFSR) ist ein deutsch-russischer Eishockeyspieler, der zuletzt für den EV Landshut in der Eishockey-Oberliga spielte.

## Karriere
Vitali Stähle wuchs in Krasnoturjinsk in der Nähe des Urals auf, bevor er nach dem Zusammenbruch der Sowjetunion mit seiner Familie im Rahmen des Spätaussiedler-Programmes in die Bundesrepublik Deutschland übersiedelte. Dort begann er seine Eishockeykarriere bei den Kölner Junghaien, für die er bis 2001 in der Regionalliga spielte. Im Sommer 2000 nahm er zusammen mit Dimitri Pätzold, Roman Weilert und Lutz Klauck an einem Eishockey-Camp in Kanada teil.

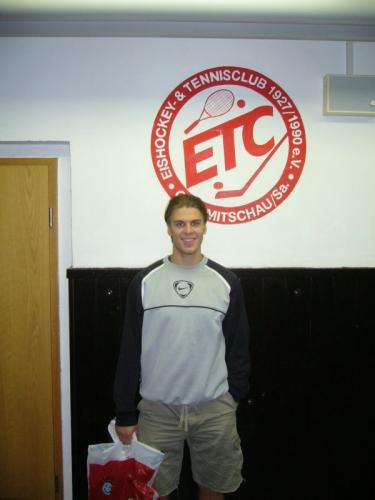
Vitali Stähle beim ETC Crimmitschau

Für die Saison 2001/02 wurde er für die Deutsche Eishockey Liga lizenziert, lief aber mit einer Förderlizenz für die Füchse Duisburg in der 2. Bundesliga auf. Zudem absolvierte er 20 Spiele für die Ratinger Ice Aliens in der Oberliga Nord. Im Sommer 2002 wurde er dann von den Nürnberg Ice Tigers unter Vertrag genommen und mit einer Förderlizenz für die Landshut Cannibals ausgestattet. Neben 36 Einsätzen in der 2. Bundesliga debütierte er für die Ice Tigers in der DEL und brachte es insgesamt auf 15 DEL-Partien.
In den folgenden zwei Spielzeiten stand er dann wieder bei den Duisburger Füchsen unter Vertrag, mit denen am Ende der Spielzeit 2004/05 die Meisterschaft der 2. Bundesliga erreichte. Allerdings spielte er bei den Kaderplanungen für die DEL-Saison 2005/06 keine Rolle, sodass er sich zu einem Wechsel in die Oberliga zum SC Mittelrhein-Neuwied entschloss. Im Sommer wechselte er zu den Moskitos Essen. Dort wurde sein Vertrag allerdings kurz nach Saisonbeginn wieder aufgelöst, woraufhin er zum ETC Crimmitschau wechselte, wo er sich zu einem Leistungsträger entwickelte.
Im Sommer 2008 entschied er sich für einen Vertrag bei den Dresdner Eislöwen. Nach einer Spielzeit verließ er die Eislöwen und schloss sich dem Oberligisten EHC Dortmund an. Nach einer Saison verließ er den EHC wieder und wechselte zum Oberliga-Aufsteiger Moskitos Essen. Auch dort stand Stähle eine Saison unter Vertrag, bevor der Stürmer im April 2011 erneut vom EHC Dortmund verpflichtet wurde. Schon im August 2012 wechselte er jedoch zu den Schweinfurt Mighty Dogs. Nach deren Rückzug aus der Oberliga Süd wurde Stähle für die Saison 2014/15 vom EV Regensburg verpflichtet. Nach Ablauf der Saison 2016/17 wechselte Vitali Stähle zu den Blue Devils Weiden, für welche er in der Oberliga-Saison 2017/18 auflief.

## Erfolge und Auszeichnungen
- 2001 Regionalliga-Meister mit den Kölner Junghaien
- 2005 Meister der 2. Bundesliga mit dem EV Duisburg

## Karrierestatistik

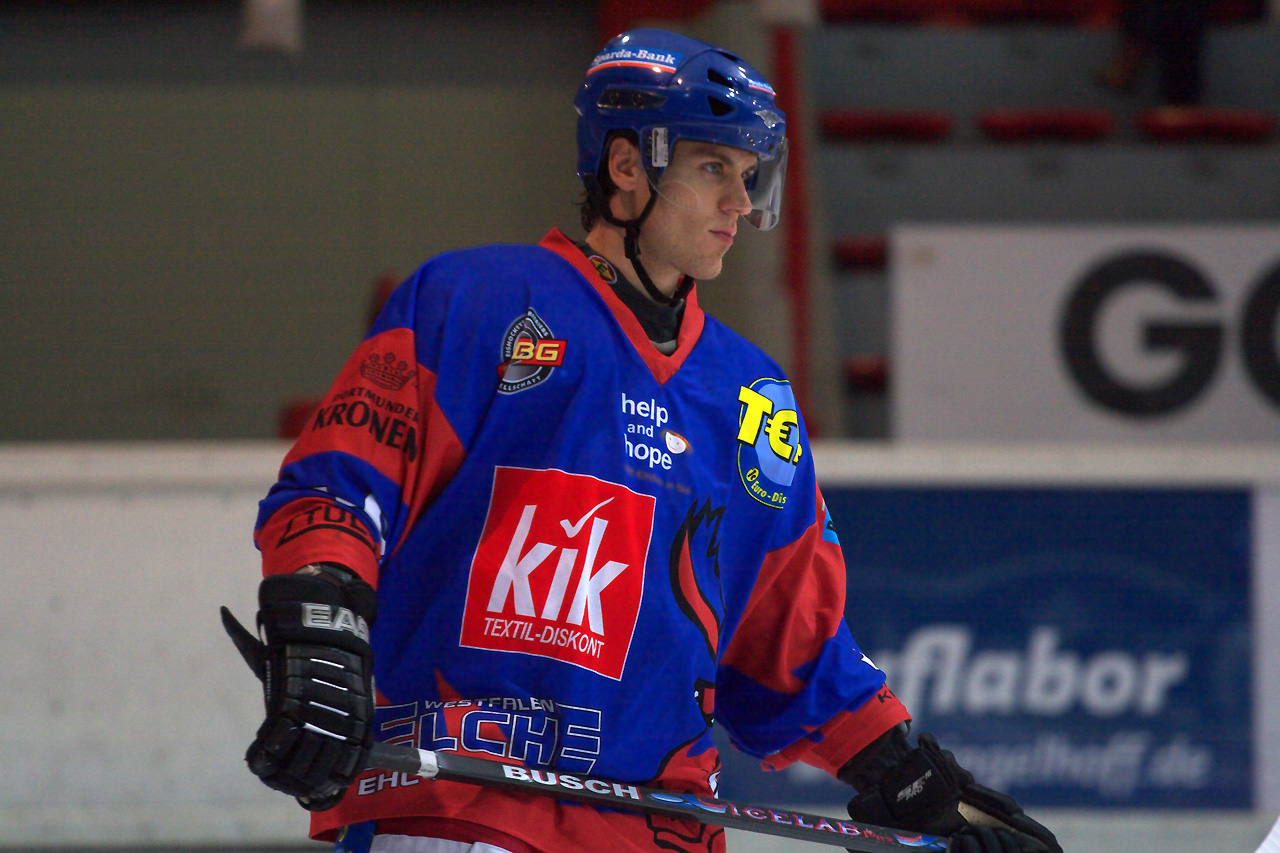
Stähle beim EHC Dortmund

(Legende zur Spielerstatistik: Sp oder GP = absolvierte Spiele; T oder G = erzielte Tore; V oder A = erzielte Assists; Pkt oder Pts = erzielte Scorerpunkte; SM oder PIM = erhaltene Strafminuten; +/− = Plus/Minus-Bilanz; PP = erzielte Überzahltore; SH = erzielte Unterzahltore; GW = erzielte Siegtore; 1 Play-downs/Relegation; Kursiv: Statistik nicht vollständig)